# Phoracantha concolor
Phoracantha concolor är en skalbaggsart som beskrevs av Carter 1929. Phoracantha concolor ingår i släktet Phoracantha och familjen långhorningar. Inga underarter finns listade i Catalogue of Life.